# Національний архів українського гончарства
Націона́льний архі́в украї́нського гонча́рства — структурний підрозділ Національного музею-заповідника українського гончарства, метою якого є пошук, збирання, збереження та наукове дослідження писемних документів, фото-, відео-, аудіоматеріалів, пов'язаних з історією гончарства.

## Історія
Архів створено в 1993 році. У ньому зберігаються матеріали, зібрані під час польових керамологічних експедицій науковців Національного музею-заповідника українського гончарства та Інституту керамології — відділення Інституту народознавства НАН України.
Тут зберігаються дисертації на здобуття вчених ступенів відомих дослідників гончарства, колекції періодичних публікацій, буклетів, листівок, плакатів гончарної тематики, матеріалів симпозіумів, конференцій та семінарів.
Окремий фонд складає архівна спадщина опішнянських гончарів — Олександри Селюченко, Мотрони Назарчук, Миколи Пошивайла, Івана Білика, Василя Омелянека, Трохима Демченка та ін.

## Основна мета
Основна мета його роботи – пошук, збирання, збереження та наукове дослідження писемних документів,  фото-, відео-, аудіоматеріалів, пов’язаних з історією гончарства. 
Архів зберігає матеріали персональних фондів науковців, майстрів, гончарів, малювальниць, дослідників українського гончарства з різних куточків України.
Окремий з них складає архівна спадщина видатної опішненської мисткині глиняної іграшки, заслуженого майстра народної творчості УРСР Олександри Селюченко. Серед матеріалів гончарки − її листування й щоденники, які доктор філософських наук, професор Леонід Сморж використав під час написання монографії  «Гончарівна (одержима керамікою)» та доктор філософських наук, професор Володимир Качкан, який присвятив епістолярній спадщині майстрині розділ своєї книги «Жива глина». 
Одним з вагомих та надзвичайно цікавих є фонд дослідника українського гончарства, доктора мистецтвознавства, професора Юрія Лащука. Він містить інформацію про наукову й педагогічну діяльність ученого, матеріали його регіональних польових обстежень 24 областей України, листування з окремими особами, зокрема Петром Ганжею, Володимиром Даниленком, Євгенією Спаською, Віталієм Ханком, ученими різних країн Європи та Азії, матеріали зарубіжних музеїв та архівів, неопубліковані рукописи. Також у фонді мистецтвознавця зберігається колекція фотоальбомів з його фотоматеріалами, які він зібрав під час польових експедицій, та безцінна збірка негативів.                                                                                                                                                                                                                                                                                                                                                                                                                                                                                                                                                                                                                                                                                                                                                                                                      
Не можна не згадати про унікальний фонд Леоніда Сморжа (матеріали службової та наукової діяльності, персоналії, фотокартки та їх негативи, щоденники, записники, картотека), який ще за життя вчений заповів передати на зберігання Національному музею-заповіднику українського гончарства в Опішному.
2011 року онук видатного українського архітектора, маляра, графіка, художника декоративного мистецтва, мистецтвознавця, педагога, колекціонера фундатора стилю українського модерну в національній архітектурі Василя Кричевського Василь Лінде-Кричевський передав до Архіву матеріали родин Кричевських, Щербаківських. Вони містять юридичні документи, сімейні фотографії, листування, твори Василя Кричевського та інших мистців родини.
Окрім названих, в Архіві сформовано фонди керамістів Пантелеймона Мусієнка та Ніни Федорової, опішненської малювальниці Мотрони Назарчук, гончарів Миколи Пошивайла, Івана Білика, Василя Омеляненка, художника-кераміста Трохима Демченка та багатьох інших.
Наукові роботи в Архіві представлено дисертаціями на здобуття наукових ступенів відомих дослідників гончарства Юрія Лащука, Катерини Матейко, Олександра Пошивайла, Олександра Тищенка, Василя Щербака, Лесі Данченко, Віктора Міщанина, Анатолія Щербаня, Людмили Меткої та інших.
Цінним є рукопис книги Юрія Лебіщака «Сільське цеглярство»  (1927), переданий на зберігання відомою дослідницею українського гончарства Катериною Матейко. 
Окремий фонд Архіву становлять наукові звіти та матеріали науковців Національного музею-заповідника українського гончарства в Опішному та Інституту керамології – відділення Інституту народознавства НАН України, зібрані під час польових керамологічних експедицій. На особливу увагу заслуговує обстеження фаянсових, порцелянових, майолікових заводів Київської, Житомирської, Тернопільської, Закарпатської, Вінницької, Львівської, Івано-Франківської, Чернівецької та Хмельницької областей, проведене 2009 року. Ці підприємства вже не функціонують, проте вдалося зібрати чималу кількість документальних матеріалів, які нині зберігаються в Архіві.
Лише невелика частина архівів колишнього Опішненського заводу «Художній керамік», який раніше діяв на території селища, потрапила до музейного документосховища. На жаль, більшість документальних матеріалів цього підприємства безслідно зникли. Опішненські малювальниці Раїса Ширай, Ніна Городянин, Варвара Шиян, Лідія Кальна та інші на прохання співробітників Архіву подарували свої малюнки зі зразками мальовки, якими користувалися під час творчої праці в «Художньому кераміку».
В Архіві сформовано колекції періодичних публікацій, газетних вирізок, буклетів, проспектів, листівок, запрошень, плакатів гончарної тематики, матеріалів симпозіумів, конференцій та семінарів.
Окрім писемних матеріалів, у Архіві зберігається велика колекція відеоматеріалів, що  фіксують діяльність Національного музею-заповідника українського гончарства в Опішному, а також події пов’язані з історією гончарства. Цінну інформацію про розвиток давнього й сучасного гончарного мистецтва містять аудіозаписи інтерв’ю з художниками-керамістами, гончарями й науковцями.
Фонд фотоілюстрацій налічує до 50 тисяч фотокарток, які зберегли неповторні моменти гончарного життя країни. Серед них − колекція світлин з історії Опішного кінця XIX − XX століття та негативи на склі початку XX століття. 
Архів постійно поповнюється новими надходженнями, які є цінним джерелом для вивчення українського гончарства.